# بیتی جانکشن (کالیفرنیا)
بیتی جانکشن (به انگلیسی: Beatty Junction) یک منطقهٔ مسکونی در ایالات متحده آمریکا است که در شهرستان اینیو، کالیفرنیا واقع شده‌است. بیتی جانکشن -۵۷ متر بالاتر از سطح دریا قرار دارد.